# روژه شوپن
روژه شوپن (فرانسوی: Roger Chupin‎; ۳ سپتامبر ۱۹۲۱ – ۱۲ نوامبر ۲۰۰۲) دوچرخه‌سوار اهل فرانسه بود.